# Cymbidium elongatum
Cymbidium elongatum là một loài thực vật có hoa trong họ Lan. Loài này được J.J.Wood, Du Puy & Shim mô tả khoa học đầu tiên năm 1988.